# ランスタッドグループジャパン
ランスタッドグループジャパン合同会社（英：Randstad Group Japan, Inc.）は、蘭・ランスタッドにおける日本事業を統括する、東京都千代田区に本社を置く人材派遣・業務請負などを手がける持株会社。子会社に、ランスタッド日本法人を置く。2016年にランスタッド日本法人に合併し解散。

## 概要
2006年ごろから蘭・ランスタッドグループとフジスタッフグループ（当時）が提携関係にあり、2008年には、ランスタッドグループがフジスタッフホールディングス（2007年設立）の株式を取得し、資本関係を持つようになった。
2010年～2011年には、TOBにより、ランスタッドグループの日本における投資法人である中間持株会社のランスタッド日本が、フジスタッフホールディングスを完全子会社化。これに伴い、日本でのランスタッドブランドの浸透を目的とした、両グループの再編を行い、2011年7月1日、フジスタッフホールディングスがランスタッド日本を吸収合併する形で、当社が発足。
事業会社については、フジスタッフがランスタッド旧日本法人とアイラインを吸収合併し、ランスタッド株式会社が同日に発足した。

## 沿革
- 2011年7月1日 - フジスタッフホールディングス株式会社が親会社であるランスタッド日本合同会社を吸収合併し、ランスタッドグループジャパン株式会社に商号変更。
- 2015年10月19日 - ランスタッドグループジャパン合同会社に商号変更。
- 2016年1月1日 - ランスタッド日本法人に合併し解散。